# Mefistòfil
Mefistòfil és un dimoni que apareix sovint per obres germàniques, essent la més famosa «Faust» de Johann Wolfgang von Goethe, on encarna el diable a qui el protagonista ven la seva ànima, i totes les històries derivades d'aquesta llegenda. En la jerarquia demoníaca tradicional del cristianisme és un dels dimonis que acompanyen Satan, ocupant un lloc privilegiat juntament a Astarot i Azazel. El seu nom alterna amb el de Mefisto o Mefistòfeles. Es presenta sovint com un servent o un mag que pot complir els desitjos a canvi de la salvació o el servei de la persona, per tant és una personificació de la temptació i el pecat (al qual els individus sucumbeixen voluntàriament, a diferència de les acciones negatives d'altres dimonis). La seva popularitat creixent des del Romanticisme l'ha fet aparèixer en nombroses obres d'art i referències gòtiques.

## Etimologia
El nom Mefitòfil és una adaptació del nom alemany més generalitzat i utilitzat per Goethe, Mephistopheles. El nom presenta diverses formes en aquesta llengua: Mephostophilis, Mephistophilus, Mephostophiles, Mephostophilus. La forma més antiga és Mephostophiles, que es pot interpretar seguint el grec μή (mē) ‘no’, i φῶς, φωτός (phōs, photós) ‘llum’ com ‘qui no estima la llum’ o ‘l'enemic de la llum’; o bé amb les arrels hebrees mefiz-tofel ‘el destructor enganyador’, en aquest cas entroncant amb les divinitats i genis enganyadores o tramposes pròpies de totes les mitologies.

## Dins la llegenda de Faust

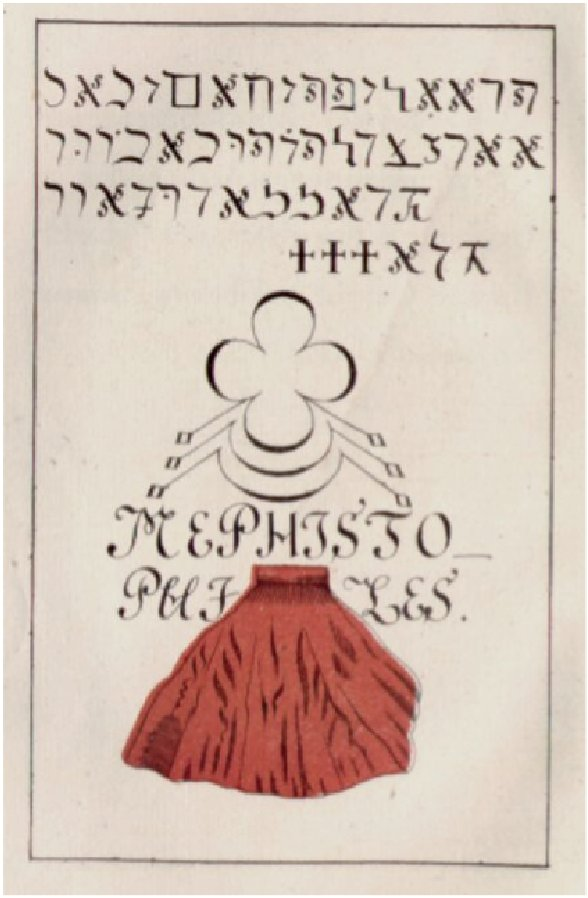
MEPHISTO_PHILES a la Praxis Magia Faustiana de 1527, atribuïda a Faust.

El nom s'associa amb la llegenda de Faust de finals del segle XVI, relacionada amb un erudit —sobre la base de l'històric Johann Georg Faust— que es jugà l'ànima amb el diable.
En la versió de 1725, que és la que Goethe llig, Mefistòfil és un dimoni en forma de frare franciscà invocat per Faust en un bosc fora de Wittenberg.

## Aparicions de Mefistòfil
Algunes obres o ocurrències cèlebres d'aquest dimoni:
- Doctor Faustus, de Christopher Marlowe
- Doctor Faustus, de Thomas Mann
- Mephisto (pel·lícula)
- Mephisto, còmics de la Marvel
- Mefistofele, òpera
- Puppet Master II, pel·lícula de titelles posseïts
- Xena: Warrior Princess
- Diablo, saga de videojocs
- La Beauté du diable, pel·lícula de 1950
- Quatre valsos de Franz Liszt
- «Cards with Mephisto», cançó de Last Wail